# Der Traumgörge
Der Traumgörge er en opera af Alexander von Zemlinsky til en libretto af Leo Feld. Operaen blev komponeret 1906-1907, men fik først premiere i Nürnberg den 11. oktober 1980.